# Mythimna sokotrensis
Mythimna sokotrensis is een vlinder uit de familie uilen (Noctuidae). De wetenschappelijke naam van deze soort is voor het eerst geldig gepubliceerd in 1996 door Hreblay.
De soort komt voor in tropisch Afrika.